# Ostropol
Ostropol (Oekraïens: Старий Остропіль, Staryy Ostropil; Russisch: Старый Острополь, Stary Ostropol), ook bekend als Staryy Ostropil, is een dorp aan de rivier de Sloetsj gelegen in de oblast Chmelnytsky ongeveer 222 km WZW van Kiev in Oekraïne.  De stad Lyubar ligt op 18,5 km van Ostropol. Ostropol was een belangrijk joods centrum in de 17e eeuw.
De held van Joodse humor, Hersch Ostropoler was inwoner van die stad.
Er zijn twee begraafplaatsen, tegenover elkaar. Beide zijn in een vervallen toestand.